# Volosovo
Volosovo (rusky Во́лосово) je město v Leningradské oblasti v Ruské federaci. Při sčítání lidu v roce 2010 mělo přes dvanáct tisíc obyvatel.

## Poloha a doprava
Volosovo leží přibližně pětaosmdesát kilometrů jihozápadně od Petrohradu, správního střediska oblasti. Vede přes něj železniční trať z Petrohradu do Tallinnu, jež byla uvedena do provozu v roce 1870.

## Dějiny
Volosovo bylo založeno v roce 1870 v souvislosti s výstavbou železnice. Od roku 1937 mělo status sídla městského typu a od 14. dubna 1999 je městem. Název města (i jeho vlajka a znak) odkazuje na Velese (nebo také Volose), slovanského boha.

### Rodáci
- Pavel Alexandrovič Molčanov (1893–1941), meteorolog
- Eduard Wiiralt (1898–1954), estonský grafik